# Бахарев, Василий Никифорович
Васи́лий Ники́форович Ба́харев (1909—1985) — красноармеец Рабоче-крестьянской Красной Армии, участник Великой Отечественной войны, Герой Советского Союза (1943).

## Биография
Василий Бахарев родился 6 декабря 1909 года в селе Аржадеево (ныне — Большеигнатовский район Мордовии) в крестьянской семье. Мордвин-эрзя. После окончания начальной школы работал в колхозе. В 1941 году был призван на службу в Рабоче-крестьянскую Красную Армию. С марта 1942 года — на фронтах Великой Отечественной войны. Участвовал в Сталинградской битве, битве на Курской дуге, освобождении Украины. Был стрелком 42-го стрелкового полка 180-й стрелковой дивизии 38-й армии Воронежского фронта. Отличился во время битвы за Днепр.
7-8 октября 1943 года красноармеец Бахарев во время форсирования Днепра в районе села Лютеж Вышгородского района Киевской области Украинской ССР одним из первых в своём подразделении высадился на западному берегу реки. Принял участие в отражении контратак немецких войск на захваченном плацдарме. Подпустив немецких солдат поближе, он забросал их гранатами.
Указом Президиума Верховного Совета СССР от 29 октября 1943 года красноармеец Василий Бахарев был удостоен высокого звания Героя Советского Союза с вручением ордена Ленина и медали «Золотая Звезда» за номером 6333.
В 1945 году Бахарев был демобилизован, после чего до 1967 года работал в родном селе председателем сельсовета, а затем в школе в Саранске. Умер 25 ноября 1985 года.
Был также награждён орденом Отечественной войны 1-й степени, а также рядом медалей.
В память о Бахареве на доме, где он жил в Саранске, установлена мемориальная доска.